# Законодательное собрание Буэнос-Айреса
Законодательное собрание автономного города Буэнос-Айреса (исп. Legislatura de la Ciudad de Buenos Aires) — местный однопалатный орган власти, состоящий состоящий из 60 депутатов, избираемых прямым голосованием в соответствии со статьями 68-е и 69-й Конституции города Буэнос-Айрес. Срок полномочий депутата длится четыре года. Здание законодательного собрания города Буэнос-Айрес расположено между улицами Иполито Иригойена, Авенида Пресиденте Хулио Архентино Рока и улицей Перу, образуя треугольник и отличается от остальных зданий наличием башни с часами, которая венчает этот дворец Законодательного собрания Буэнос-Айреса. Один из входов в здание расположен на улице Ипполито Иригойена 642,.

## Партийная принадлежность

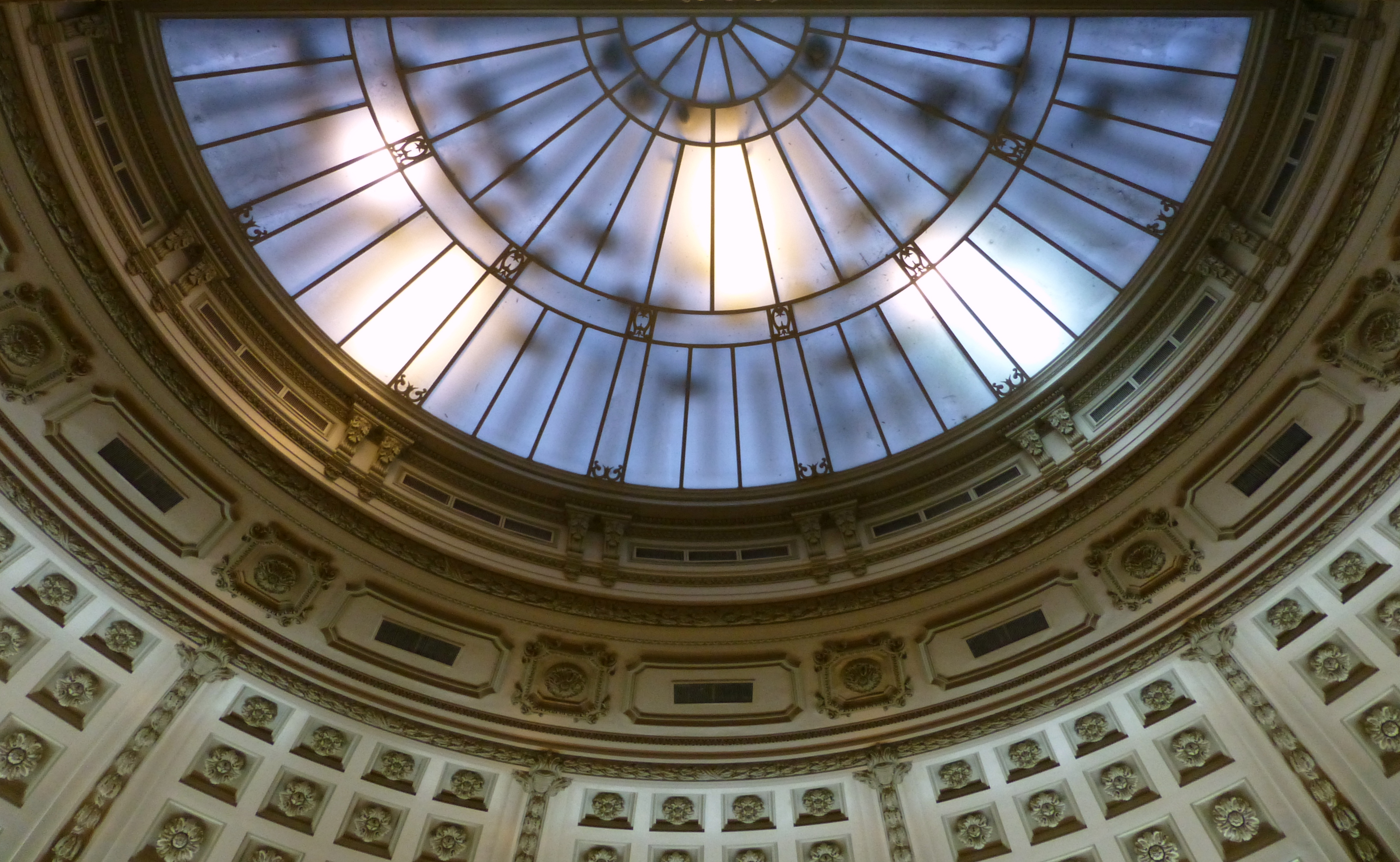
Купол здания.

Члены Законодательного собрания состоят в различных комитетах, ответственных за предварительную обработку, в соответствии с их компетенцией, каждого законопроекта поступающего в законодательный орган. Как и в большинстве законодательных органов, представители собрания сгруппированы в политические блоки на основе программных и идеологических критериев и руководящих принципов для поддержания однородных политических стратегий. Тем не менее, есть комитеты, образованные членами партий или беспартийными депутатами, которые покинули свой комитет по различным причинам. В настоящее время Законодательное собрание состоит из представителей 13 партий, из которых четыре представлены одним человеком:
| Партия | Партия                       | Депутатов | Глава                     |
| ------ | ---------------------------- | --------- | ------------------------- |
|        | Республиканское предложение  | 28        | Франческо Кинтана         |
|        | Фронт за победу              | 9         | Карлос Томада             |
|        | ГРС                          | 6         | Хернан Абель Росси        |
|        | Confianza Pública            | 3         | Грациэла Окана            |
|        | Блок Перонистов              | 3         | Мария Роза Муйнос         |
|        | Coalición Cívica ARI         | 2         | Паула Овьета Ладо         |
|        | Социалисты                   | 2         | Хернан Ариэль Арсе        |
|        | FIT                          | 2         | Марсело Рамаль            |
|        | Partido Socialista Auténtico | 1         | Адриан Родольфо Кампс     |
|        | Sindical Peronista           | 1         | Клаудио Марсело Палмейра  |
|        | Frente Renovador             | 1         | Хавьр Альберто Джентилини |
|        | Bien Común                   | 1         | Густаво Хавьер Вера       |
|        | Autodeterminación y Libertad | 1         | Фернандо Вилардо          |

## Должности

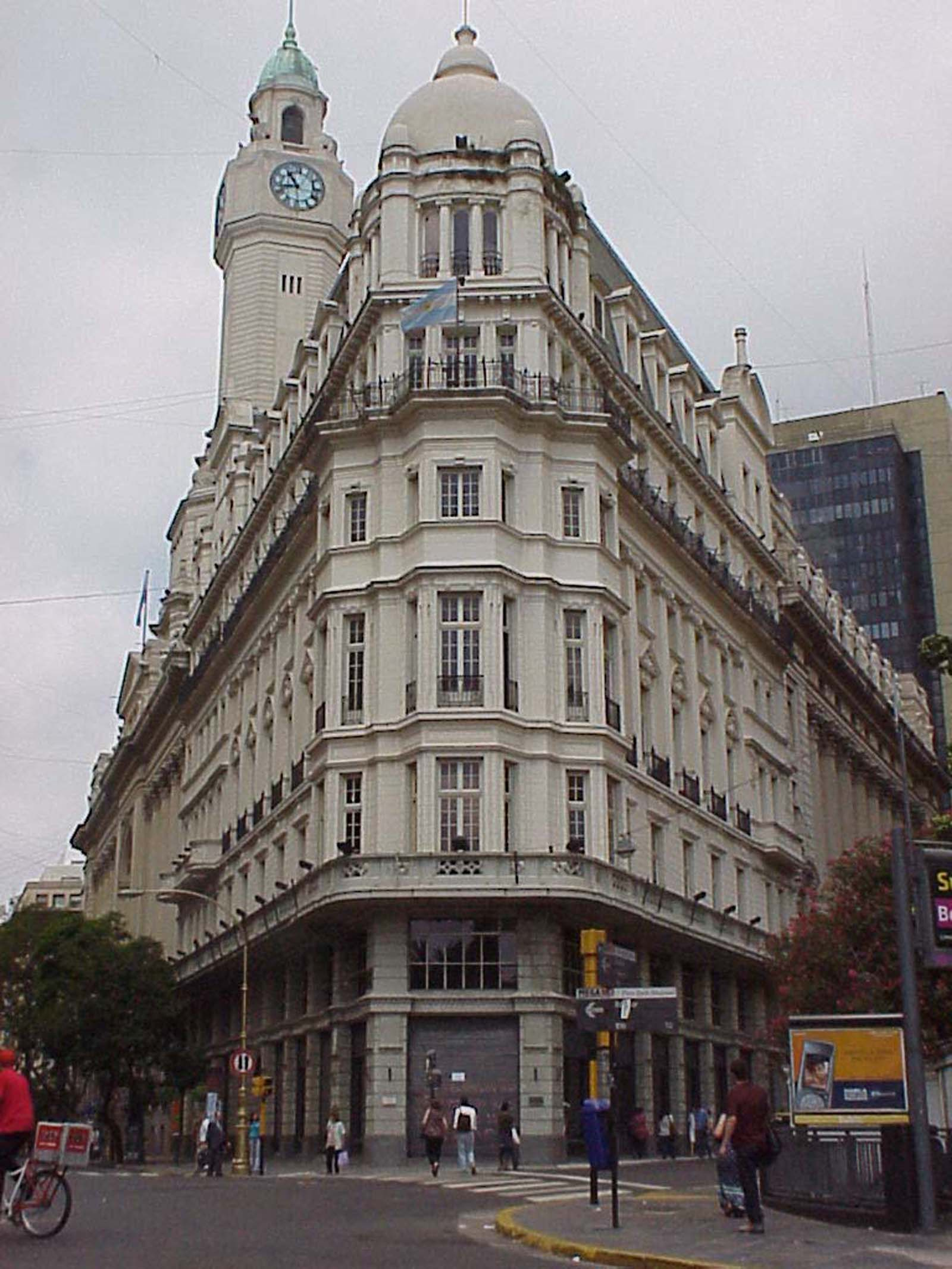
Дворец Законодательного собрания Буэнос-Айреса вид на пересечение с улицей Перу и Авенида Пресиденте Хулио Архентино Рока.

Полномочия законодательного органа в настоящее время производятся в соответствии со следующим порядком:
| Должность                                                             | Имя                 | Партия |
| --------------------------------------------------------------------- | ------------------- | ------ |
| Президент                                                             | Диего Сантилли      | РП     |
| Вице-президент 1°                                                     | Кармен Полледо      | РП     |
| Вице-президент 2°                                                     |                     |        |
| Вице-президент 3°                                                     | Рой Картина         | ECO    |
| Секретарь Парламента                                                  | Карлос Перес        |        |
| Секретарь Администрации                                               | Хорхе Анзорегги     |        |
| Секретарь Координации                                                 | Хуан Пабло Морадели |        |
| Подсекретариат для укрепления конституционального потенциала и обмена | Пабло Гарзонио      |        |
| Подсекретариат по административным делам                              | Матиас Ранцини      |        |
| Подсекретариат парламента по труду                                    | Франциско Шаер      |        |
| Подсекретариат парламента по управлению                               | Ана Баррио          |        |
| Подсекретариат по административной технической помощи                 | Даниэль Д’Ипполито  |        |

Законодательное собрание возглавляет заместитель главы правительства города, который проводит собрания, на которых каждый депутат имеет право голоса. Вице-президенты избираются в ходе простого голосования большинством депутатов законодательного органа, на один год с возможностью переизбрания, согласно
Reglamento Interno del Cuerpo. Секретари назначаются на заседании большинством голосов присутствующих депутатов, и отчитываются непосредственно перед вице-президентом.°

## Комитеты

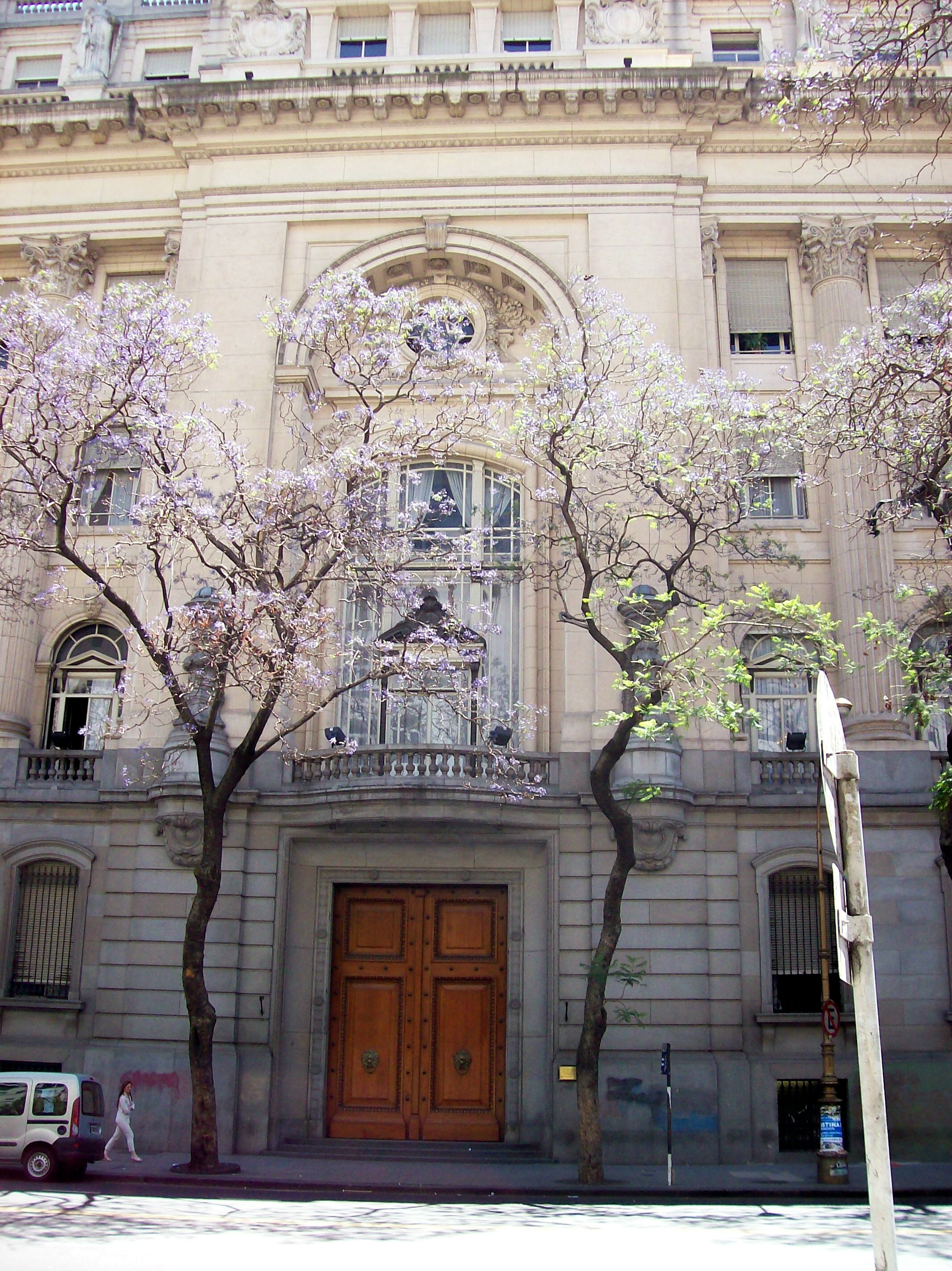
Главный вход, на Авенида Пресиденте Хулио Архентино Рока.

В настоящее время существуют следующие комитеты :
- по конституционным вопросам
- Социальная коммуникация
- Культура
- Защита потребителей и пользователей
- Права человека и борьба с дискриминацией
- Экономическое развитие, и политика в области занятости
- Децентрализация и участие граждан
- Экология
- Образование, Наука и техника
- Справедливость
- Трудовое законодательство
- Общее законодательство
- По вопросам женщин, детей и молодежи
- Общественные работы и услуги
- Городское планирование
- Политика поощрения и социальной интеграции
- Бюджет, казначейство, управление финансами и налоговой политики
- Защита и использование общественного пространства
- Юрисдикция в области отношений
- Здоровье
- Безопасность
- Транспорт
- Туризм и спорт
- По вопросам равенства возможностей для женщин и мужчин
- Архитектурное наследие
- Государственная политика по получению гражданства
- Налоговая реформа
- Психическое здоровье
- Этика, соглашения и контроль
- Регулирование

## Парламентская работа

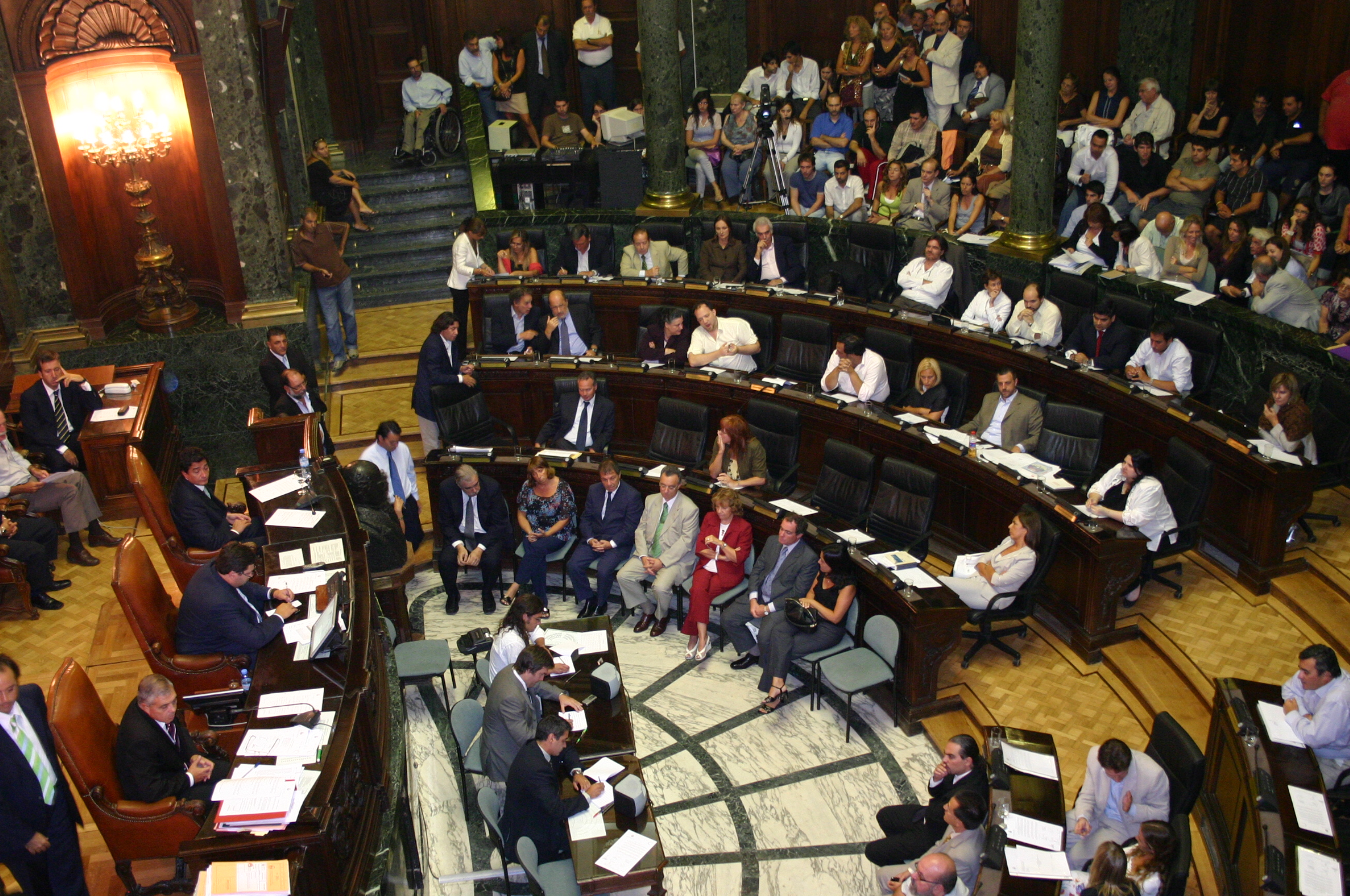
Работа Законодательного собрания.

Очередная сессия начинается 1 марта и заканчивается 15 декабря каждого года, как это установлено по статье 74 Конституции города. График работы разрабатывается в соответствии с положениями ст.27 и должен быть установлен на подготовительной сессии каждого года. Подготовительная сессия проводится с целью возможности проведения законодательным собранием нового созыва.
Текст статьи 66, предполагает, что внеочередные сессии проводятся, между 16 декабря и последним днём февраля, с определённой повесткой дня. В течение дня проводятся обычные или специальные сессии, но и с выбором конкретной повестки дня (например, назначение Уполномоченного по правам человека).